# Campeonato Português de Hóquei em Patins
O Campeonato Português de Hóquei em Patins é um campeonato de Hóquei em Patins profissional disputado em Portugal desde a temporada de 1938-39, sendo o primeiro campeão português o Sporting CP.
O atual campeão é o FC Porto.

## Vencedores
| Época   |                                                    | Tabela de Classificações                           | Tabela de Classificações                           | Tabela de Classificações                           | Tabela de Classificações |
| Época   | Campeão                                            | Segundo Classificado                               | Terceiro Classificado                              | Quarto Classificado                                |                          |
| ------- | -------------------------------------------------- | -------------------------------------------------- | -------------------------------------------------- | -------------------------------------------------- | ------------------------ |
| 2024-25 | FC Porto (26)                                      | OC Barcelos                                        | Sporting e Benfica                                 | Sporting e Benfica                                 |                          |
| 2023-24 | FC Porto (25)                                      | SL Benfica                                         | Sporting e Oliveirense                             | Sporting e Oliveirense                             |                          |
| 2022–23 | SL Benfica (24)                                    | Sporting                                           | FC Porto e OC Barcelos                             | FC Porto e OC Barcelos                             |                          |
| 2021–22 | FC Porto (24)                                      | SL Benfica                                         | OC Barcelos e Sporting                             | OC Barcelos e Sporting                             |                          |
| 2020–21 | Sporting (9)                                       | FC Porto                                           | OC Barcelos e Benfica                              | OC Barcelos e Benfica                              |                          |
| 2019–20 | Campeonato cancelado devido à pandemia de COVID-19 | Campeonato cancelado devido à pandemia de COVID-19 | Campeonato cancelado devido à pandemia de COVID-19 | Campeonato cancelado devido à pandemia de COVID-19 |                          |
| 2018–19 | FC Porto (23)                                      | Oliveirense                                        | Sporting                                           | SL Benfica                                         |                          |
| 2017–18 | Sporting (8)                                       | SL Benfica                                         | FC Porto                                           | Oliveirense                                        |                          |
| 2016–17 | FC Porto (22)                                      | SL Benfica                                         | Oliveirense                                        | Sporting                                           |                          |
| 2015–16 | SL Benfica (23)                                    | FC Porto                                           | Oliveirense                                        | Sporting                                           |                          |
| 2014–15 | SL Benfica (22)                                    | FC Porto                                           | Oliveirense                                        | AD Valongo                                         |                          |
| 2013–14 | AD Valongo                                         | SL Benfica                                         | FC Porto                                           | AJ Viana                                           |                          |
| 2012–13 | FC Porto (21)                                      | SL Benfica                                         | Oliveirense                                        | AD Valongo                                         |                          |
| 2011–12 | SL Benfica (21)                                    | FC Porto                                           | Candelária SC                                      | Oliveirense                                        |                          |
| 2010–11 | FC Porto (20)                                      | SL Benfica                                         | Oliveirense                                        | Candelária SC                                      |                          |
| 2009–10 | FC Porto (19)                                      | AJ Viana                                           | Oliveirense                                        | Candelária SC                                      |                          |
| 2008–09 | FC Porto (18)                                      | AJ Viana                                           | SL Benfica                                         | Oliveirense                                        |                          |
| 2007–08 | FC Porto (17)                                      | SL Benfica                                         | AJ Viana                                           | Oliveirense                                        |                          |
| 2006–07 | FC Porto (16)                                      | SL Benfica                                         | Oliveirense                                        | OC Barcelos                                        |                          |
| 2005–06 | FC Porto (15)                                      | SL Benfica                                         | OC Barcelos                                        | AJ Viana                                           |                          |
| 2004–05 | FC Porto (14)                                      | SL Benfica                                         | Oliveirense                                        | OC Barcelos                                        |                          |
| 2003–04 | FC Porto (13)                                      | OC Barcelos                                        | Oliveirense                                        | CD Paço de Arcos                                   |                          |
| 2002–03 | FC Porto (12)                                      | OC Barcelos                                        | SL Benfica                                         | Clube Infante Sagres                               |                          |
| 2001–02 | FC Porto (11)                                      | SL Benfica                                         | OC Barcelos                                        | Clube Infante Sagres                               |                          |
| 2000–01 | OC Barcelos (3)                                    | SL Benfica                                         | FC Porto                                           | Oliveirense                                        |                          |
| 1999–00 | FC Porto (10)                                      | OC Barcelos                                        | SL Benfica                                         | CD Paço de Arcos                                   |                          |
| 1998–99 | FC Porto (9)                                       | OC Barcelos                                        | SL Benfica                                         | Barcelinhos                                        |                          |
| 1997–98 | SL Benfica (20)                                    | FC Porto                                           | CD Paço de Arcos                                   | OC Barcelos                                        |                          |
| 1996–97 | SL Benfica (19)                                    | OC Barcelos                                        | Oliveirense                                        | FC Porto                                           |                          |
| 1995–96 | OC Barcelos (2)                                    | SL Benfica                                         | FC Porto                                           | ACR Gulpilhares                                    |                          |
| 1994–95 | SL Benfica (18)                                    | OC Barcelos                                        | FC Porto                                           | AD Valongo                                         |                          |
| 1993–94 | SL Benfica (17)                                    | OC Barcelos                                        | FC Porto                                           | AD Valongo                                         |                          |
| 1992–93 | OC Barcelos                                        | FC Porto                                           | SL Benfica                                         | HC Turquel                                         |                          |
| 1991–92 | SL Benfica (16)                                    | FC Porto                                           | OC Barcelos                                        | AD Valongo                                         |                          |
| 1990–91 | FC Porto (8)                                       | OC Barcelos                                        | SL Benfica                                         | AD Valongo                                         |                          |
| 1989–90 | FC Porto (7)                                       | OC Barcelos                                        | SL Benfica                                         | Sporting CP                                        |                          |
| 1988–89 | FC Porto (6)                                       | OC Barcelos                                        | SL Benfica                                         | Oliveirense                                        |                          |
| 1987–88 | Sporting CP (7)                                    | FC Porto                                           | CD Paço de Arcos                                   | OC Barcelos                                        |                          |
| 1986–87 | FC Porto (5)                                       | Oliveirense                                        | Sporting CP                                        | SL Benfica                                         |                          |
| 1985–86 | FC Porto (4)                                       | SL Benfica                                         | Sporting CP                                        | AD Sanjoanense                                     |                          |
| 1984–85 | FC Porto (3)                                       | Sporting CP                                        | AD Sanjoanense                                     | GDS Cascais                                        |                          |
| 1983–84 | FC Porto (2)                                       | Sporting CP                                        | AJ Viana                                           | SL Benfica                                         |                          |
| 1982–83 | FC Porto                                           | SL Benfica                                         | Sporting CP                                        | Sesimbra                                           |                          |
| 1981–82 | Sporting CP (6)                                    | SL Benfica                                         | FC Porto                                           | AJ Viana                                           |                          |
| 1980–81 | SL Benfica (15)                                    | Sporting CP                                        | AD Valongo                                         | Sesimbra                                           |                          |
| 1979–80 | SL Benfica (14)                                    | Sporting CP                                        | AD Valongo                                         | FC Porto                                           |                          |
| 1978–79 | SL Benfica (13)                                    | FC Porto                                           | Clube Infante Sagres                               | Oliveirense                                        |                          |
| 1977–78 | Sporting CP (5)                                    | AD Oeiras                                          | FC Porto                                           | SL Benfica                                         |                          |
| 1976–77 | Sporting CP (4)                                    | AD Oeiras                                          | AD Valongo                                         | FC Porto                                           |                          |
| 1975–76 | Sporting CP (3)                                    | FC Porto                                           | AJ Salesiana                                       | AD Oeiras                                          |                          |
| 1974–75 | Sporting CP (2)                                    | FC Porto                                           | AD Valongo                                         | AJ Salesiana                                       |                          |
| 1973–74 | SL Benfica (12)                                    | Clube Infante Sagres                               | Sporting CP                                        | AD Oeiras                                          |                          |
| 1972–73 | GD Lourenço Marques (MOÇ) (3)                      | SL Benfica                                         | GD Banco Comercial Angola (ANG)                    | S. Luanda e Benfica (ANG)                          |                          |
| 1971–72 | SL Benfica (11)                                    | GD Banco Comercial Angola (ANG)                    | Ferroviário de Lourenço Marques (MOÇ)              | Sporting CP                                        |                          |
| 1970–71 | GD Lourenço Marques (MOÇ) (2)                      | Ferroviário de Lourenço Marques (MOÇ)              | GD Banco Comercial Angola (ANG)                    | Clube Infante Sagres                               |                          |
| 1969–70 | SL Benfica (10)                                    | FC Porto                                           | AA Moçambique (MOÇ)                                | S. Luanda e Benfica (ANG)                          |                          |
| 1968–69 | GD Lourenço Marques (MOÇ)                          | FC Porto                                           | S. Luanda e Benfica (ANG)                          | AC Moçâmedes (ANG)                                 |                          |
| 1967–68 | SL Benfica (9)                                     | Ferroviário de Lourenço Marques (MOÇ)              | FC Porto                                           | S. Luanda e Benfica (ANG)                          |                          |
| 1966–67 | SL Benfica (8)                                     | CD Malhangalene (MOÇ)                              | Ferroviário de Lourenço Marques (MOÇ)              | AC Moçâmedes (ANG)                                 |                          |
| 1965–66 | SL Benfica (7)                                     | Ferroviário de Lourenço Marques (MOÇ)              | Clube Atlético de Campo de Ourique                 | Clube Infante Sagres                               |                          |
| 1964–65 | GD CUF                                             | AD Oeiras                                          | Clube Atlético de Campo de Ourique                 | SL Benfica                                         |                          |
| 1963–64 | Campeonato não disputado.                          | Campeonato não disputado.                          | Campeonato não disputado.                          | Campeonato não disputado.                          |                          |
| 1962–63 | Campeonato não disputado.                          | Campeonato não disputado.                          | Campeonato não disputado.                          | Campeonato não disputado.                          |                          |
| 1961–62 | Clube Ferroviário de Lourenço Marques (MOÇ)        | SL Benfica                                         | Académico FC                                       | Sporting CP                                        |                          |
| 1960–61 | SL Benfica (6)                                     | Campo de Ourique                                   | CD Paço de Arcos                                   | SNECI Lourenço Marques (MOÇ)                       |                          |
| 1959–60 | SL Benfica (5)                                     | CD Paço de Arcos                                   | Clube Atlético de Campo de Ourique                 |                                                    |                          |
| 1958–59 | HC Sintra (4)                                      | Clube Atlético de Campo de Ourique                 | CD Paço de Arcos                                   |                                                    |                          |
| 1957–58 | HC Sintra (3)                                      | CD Paço de Arcos                                   |                                                    |                                                    |                          |
| 1956–57 | SL Benfica (4)                                     | GDS Cascais                                        | CD Paço de Arcos                                   |                                                    |                          |
| 1955–56 | SL Benfica (3)                                     | Clube Infante Sagres                               | Académico FC                                       |                                                    |                          |
| 1954–55 | CD Paço de Arcos (8)                               | SL Benfica                                         | Clube Atlético de Campo de Ourique                 |                                                    |                          |
| 1953–54 | Campo de Ourique                                   | SL Benfica                                         | CD Paço de Arcos                                   |                                                    |                          |
| 1952–53 | CD Paço de Arcos (7)                               | Clube Atlético de Campo de Ourique                 | Clube Infante Sagres                               | SL Benfica                                         |                          |
| 1951–52 | SL Benfica (2)                                     | CD Paço de Arcos                                   | HC Sintra                                          | Clube Atlético de Campo de Ourique                 |                          |
| 1950–51 | SL Benfica                                         | CD Paço de Arcos                                   | HC Sintra                                          | Clube Infante Sagres                               |                          |
| 1949–50 | HC Sintra (2)                                      | CD Paço de Arcos                                   | SL Benfica                                         | Clube Infante Sagres                               |                          |
| 1948–49 | HC Sintra                                          | CD Paço de Arcos                                   | SL Benfica                                         |                                                    |                          |
| 1947–48 | CD Paço de Arcos (6)                               | HC Sintra                                          | Clube Infante Sagres                               |                                                    |                          |
| 1946–47 | CD Paço de Arcos (5)                               | HC Sintra                                          | Clube Infante Sagres                               |                                                    |                          |
| 1945–46 | CD Paço de Arcos (4)                               | HC Sintra                                          | Clube Infante Sagres                               |                                                    |                          |
| 1944–45 | CD Paço de Arcos (3)                               | HC Sintra                                          | Clube Futebol Benfica                              |                                                    |                          |
| 1943–44 | CD Paço de Arcos (2)                               | HC Sintra                                          | Académico FC                                       |                                                    |                          |
| 1942–43 | Clube Futebol Benfica (3)                          | Académico FC                                       | CD Paço de Arcos                                   |                                                    |                          |
| 1941–42 | CD Paço de Arcos                                   | Clube Futebol Benfica                              | -                                                  | -                                                  |                          |
| 1940–41 | Clube Futebol Benfica (2)                          | CD Paço de Arcos                                   | Estrela e Vigorosa                                 |                                                    |                          |
| 1939–40 | Clube Futebol Benfica                              | Clube Infante Sagres                               | -                                                  | -                                                  |                          |
| 1938–39 | Sporting CP                                        | Clube Infante Sagres                               | -                                                  | -                                                  |                          |

1. ↑  Devido a disputas regionais sobre a alteração do formato para liga nacional, um nova competição em formato de liga, a Taça de Portugal de Hóquei em Patins foi disputada em 1962–63[3] e 1963–64.[4]

## Palmarés
| Clube                     | Títulos | Vice | Épocas dos Títulos |
| ------------------------- | ------- | ---- | --- |
| FC Porto                  | 26      | 14   | 1982–83, 1983–84, 1984–85, 1985–86, 1986–87, 1988–89, 1989–90, 1990–91, 1998–99, 1999–2000, 2001–02, 2002–03, 2003–04, 2004–05, 2005–06, 2006–07, 2007–08, 2008–09, 2009–10, 2010–11, 2012–13, 2016–17, 2018–19, 2021–22, 2023-2024, 2024-2025 |
| SL Benfica                | 24      | 20   | 1950–51, 1951–52, 1955–56, 1956–57, 1959–60, 1960–61, 1965–66 1966–67, 1967–68, 1969–70, 1971–72, 1973–74, 1978–79, 1979–80, 1980–81, 1991–92, 1993–94, 1994–95, 1996–97, 1997–98, 2011–12, 2014–15, 2015–16, 2022–23                          |
| Sporting CP               | 9       | 5    | 1938–39, 1974–75, 1975–76, 1976–77, 1977–78, 1981–82, 1987–88, 2017–18, 2020–21 |
| CD Paço de Arcos          | 8       | 7    | 1941–42, 1943–44, 1944–45, 1945–46, 1946–47, 1947–48, 1952–53, 1954–55 |
| HC Sintra                 | 4       | 5    | 1948–49, 1949–50, 1957–58, 1958–59 |
| OC Barcelos               | 3       | 11   | 1992–93, 1995–96, 2000–01 |
| Clube Futebol Benfica     | 3       | 1    | 1939–40, 1940–41, 1942–43 |
| GD Lourenço Marques       | 3       | 0    | 1968–69, 1970–71, 1972–73 |
| CA Campo de Ourique       | 1       | 3    | 1953–54 |
| CF Lourenço Marques       | 1       | 3    | 1961–62 |
| CD Malhangalene           | 1       | 1    | 1963–64 |
| GD CUF                    | 1       | 0    | 1964–65 |
| AD Valongo                | 1       | 0    | 2013–14 |
| AD Oeiras                 | 0       | 5    | – |
| Infante de Sagres         | 0       | 4    | – |
| Juventude de Viana        | 0       | 2    | – |
| Académico FC              | 0       | 1    | – |
| GDS Cascais               | 0       | 1    | – |
| Banco Comercial de Angola | 0       | 1    | – |
| UD Oliveirense            | 0       | 1    | – |

### Internacional
- «Ligações ao Hóquei em todo o Mundo»
- «Portal HóqueiPatins - Atualidade mundial do hóquei em patins»
- «Mundook - Atualidade mundial do hóquei em patins»
- «Hardballhock - Atualidade mundial do hóquei em patins» (em inglês)
- «Inforoller - Atualidade mundial do hóquei em patins» (em francês)
- «Blogue Hardballhock - Atualidade mundial do hóquei em patins» (em inglês)
- «Blogue Rink-Hockey - Atualidade mundial do hóquei em patins» (em inglês)
- «Solo Hockey - Atualidade mundial do hóquei em patins» (em espanhol)